# Journée du patrimoine (Afrique du Sud)
 (janvier 2018).
Si vous disposez d'ouvrages ou d'articles de référence ou si vous connaissez des sites web de qualité traitant du thème abordé ici, merci de compléter l'article en donnant les références utiles à sa vérifiabilité et en les liant à la section « Notes et références ».
La Journée du Patrimoine est une fête célébrée en Afrique du Sud le 24 septembre, jour férié national. Cette journée dans toute l'Afrique du Sud, les Sud-Africains célèbrent la culture, la diversité de leurs croyances et traditions.

## Histoire du jour du patrimoine avant 1995
Au KwaZulu-Natal, le jour du Patrimoine a été appelé le Jour Shaka. Shaka était le roi zoulou qui a joué un rôle important dons la réalisation de l'unité des différents clans zoulous pour former une nation cohesionada.
Chaque année, les gens se rassemblent sur la tombe du roi et font Shaka pour lui rendre hommage. La proposition de loi sur les jours fériés soumise au nouveau Parlement d'Afrique du Sud en 1985 n'incluait pas le 24 septembre dans la liste des fériés proposées. Cela a été objecté par l'Inkatha Freedom Party (IFP), un parti politique sud-africain avec une forte adhésion de personnes ayant des racines zouloues. Le Parlement et l'IFP ont finalement accepté de donner leur nom au jour férié et de déclarer cette fête nationale.

## Célébration du Jour du Patrimoine
Les Sud-Africains célèbrent la Journée de la Tradition en rappelant la tradition culturelle des nombreuses cultures qui composent la population de l'Afrique du Sud. De nombreux événements sont organisés dans tout le pays pour commémorer ce jour.
À Hout Bay, il se réalise un Défilé militaire et la bataille qui a eu lieu là-bas est recréée.